# Corallistes aculeata
Corallistes aculeata är en svampdjursart som beskrevs av Carter 1880. Corallistes aculeata ingår i släktet Corallistes och familjen Corallistidae.
Artens utbredningsområde är havet utanför Indien. Inga underarter finns listade i Catalogue of Life.